# اسم كل
اسم الكل (الهولونيم، من هولو- «كل» و-نيم «اسم» بالإغريقية)، عند أهل اللغة، هو الاسم الدال على شيء له حقيقة مركبة من أجزاء تعرف بأسماء الأجزاء. الكُلِّيَّة (الهولونيميا) مصدره.

## أمثلة
- البدن اسم كُلٍّ للرأس واليد والعين والقلب ونحو إليها، وهي أسماء أجزائه.
- كوكبة الجبار اسم كل لمنكب الجوزاء ورجل الجبار وغيرهما من الأنجم.